# 羽佐間正雄
羽佐間 正雄（はざま まさお、1931年10月29日 - ）は、日本のフリーアナウンサー。元NHKアナウンサー。

## 人物・経歴
東京都出身（福岡県出身とするものもある）。俳優・声優の羽佐間道夫は実弟、フジサンケイグループ代表で産業経済新聞社元社長の羽佐間重彰は従兄に当たる。またオペラ歌手の三浦環の親戚でもある。
法政大学経済学部卒業後、製薬会社に勤めていたが、1954年7月に2次募集採用でNHKに入局、アナウンサーとなり、初任地は防府局（現在の山口局）で、以後、広島→東京→大阪→福岡→東京で勤務。スポーツアナウンサーとして活躍した。
1961年、広島局時代に日本のプロゴルファー第1号、福井覚治の子・福井康雄を招いて自ら企画した番組は、日本のゴルフ番組の草分けともいわれる。福井は倉本昌弘の師匠としても知られる。
スポーツアナウンサーとしてオリンピック実況11回、ゴルフ、プロ野球、サッカー、陸上競技、スキーなどカバー範囲は多岐に渡った。
羽佐間が実況を担当した試合・大会は数多いが、代表的なものとして、
- 1964年10月の東京オリンピック陸上競技での男子棒高跳決勝、フレッド・ハンセン（アメリカ）とヴォルフガング・ラインハルト（ドイツ語版）（西ドイツ／当時）の9時間以上に亘る激戦[6]。
- 1969年夏の全国高等学校野球選手権大会決勝「三沢高校対松山商業戦」。「史上初の引き分け再試合であります」と放送する[7]。決勝と引き分け再試合のテレビ映像も全て録画して残しており、2014年にNHKへ提供した[8]。
- サッカーワールドカップ決勝戦を2大会連続（1978年 アルゼンチン大会：アルゼンチンvsオランダ戦、1982年 スペイン大会：イタリアvs西ドイツ戦）で実況を担当。
- 1980年の全米オープンゴルフ最終日、ジャック・ニクラスと青木功の優勝を賭けた死闘[9]。
- ソウルオリンピック陸上競技男子100m決勝の実況では、スタート前に「ベン・ジョンソン、筋肉のかたまり」という言葉を発した[10]。

などがある。
1987年には「全米スポーツキャスター協会賞」の特別賞を日本のスポーツアナウンサーとして初めて受賞し、殿堂入り。1989年に役職定年もありNHKを退職したが、その後もしばらくは嘱託契約の専属キャスターとして実況を担当、高校野球の実況は1988年夏の大会決勝戦の広島商業高校vs福岡第一高校戦を最後に退く。
1993年に入ってからはNHKとの嘱託専属契約を終わらせ、フリーアナウンサーとして民放に活躍の場を広げた。テレビ東京ではスポーツニュース・ゴルフ中継の実況、ニッポン放送ではインタビュー番組「トヨタ・スポーツドリームパーソナリテイーを担当した。
2007年2月23日、日本プロゴルフ協会から名誉顧問に認定される。認定されたその他の著名人は川上哲治（プロ野球東京讀賣巨人軍元監督）、会員として小林旭（俳優）などがいる。
2011年10月26日に設立された日本プロゴルフ殿堂の表彰選考委員会の委員長となった。
現在は自身の事務所であるオフィスカノン代表取締役会長を始め、日本プロゴルフ協会名誉顧問、大阪総合スポーツ財団副会長、血液を大切にする会（理事）、法政大学マスコミ会名誉会長、キングフィールズゴルフクラブ常任理事、磯子カンツリークラブ理事、青島ゴルフ倶楽部顧問、飯田カントリー倶楽部顧問などの役職を務めている。

## 著書
- 「実力とは何か」（1987年）

後に高等学校用教科書にも掲載された。
- 「勝者の流儀」（2008年 大和書房）

羽佐間が実況中継に携わったスポーツマンの秘話を多数掲載。
- 「巨人軍V9を成し遂げた男」（2013年 WAC）

羽佐間が雑誌『WiLL』に連載したコラム「打撃の神様・川上哲治」、「今を精一杯生きる覚悟」を加筆・修正した上で書籍化したもの。